# Arnett Gardens FC
L'Arnett Gardens FC és un club de futbol jamaicà de la ciutat de Kingston.

## Història
El club pertany a la comunitat d'Arnett Gardens, al sud de Kingston. Nasqué de la fusió dels clubs All Saints i Jones Town Football l'any 1977. L'any següent guanyà la seva primera lliga. Després d'uns anys dolents tornà a renéixer als anys 2000 amb nous campionats. A més de seguidors de la seva comunitat, el club rep el suport de les comunitats veïnes de Jones Town, Craig Town, Hannah Town, i Admiral Town.

## Futbolistes destacats
- Chris Diaz
- Winston Griffiths
- Gregory Messam
- Walter Boyd
- Onandi Lowe
- Leon Strickland

## Palmarès
- Lliga jamaicana de futbol: [1]
  - 1978, 2001, 2002